# Antton Valverde
Antton Valverde Lamsfus (San Sebastián, Guipúzcoa, 21 de mayo de 1943) es un cantante español. Ha cantado durante muchos años con Xabier Lete y con Julen Lekuona. Ha puesto música a versos de antiguos versolaris y a muchos poemas de Xabier Lizardi, Lauaxeta y Xabier Lete entre otros.

## Biografía
Antton Valverde se licenció en la Escuela Superior de Técnicos de Empresa y ha sido durante mucho tiempo director de un taller de artes gráficas llamado Gráficas Valverde. Estudió música desde joven: solfeo, armonía, composición y piano. Este último ha sido fiel amigo de Valverde, habiéndolo utilizado para poner música a los poemas, en lugar de la habitual guitarra. Su padre fue el pintor Antonio Valverde Ayalde y su hermana, Rosa Valverde era también pintora.
Antton Valverde comenzó su trayectoria musical en los años 60. Después de publicar varios singles, formó parte del grupo Oskarbi y participó en uno de sus discos, titulado Eskutari (Herri gogoa, 1972). Posteriormente, empezó una productiva colaboración con Xabier Lete y Julen Lekuona, con los que publicó un disco que recopilaba versos de antiguos versolaris titulado Bertso Zaharrak (Herri gogoa,1974). Dos años después, publicó, con Xabier Lete, otro disco dedicado al versolarismo, que consiguió un gran éxito: Txirritaren bertsoak (Herri gogoa, 1976). Previamente había publicado su primer disco largo en solitario, titulado Antton Valverde (Herri gogoa, 1975), en el cual se encontraban temas como Maitasunez hil y Asaba zarren baratza. 
Más adelante publicó un disco dedicado a uno de sus poetas preferidos: Lauaxeta (Herri gogoa, 1978). Además de los versos de Lauaxeta, Valverde también ha musicado poemas de Xabier Lete, Bitoriano Gandiaga y Joxean Artze. Ese mismo año, Valverde decidió dejar de cantar, y ofreció el último concierto de esa etapa junto con Pantxoa eta Peio, Lourdes Iriondo y Xabier Lete. A partir de entonces, se centró en el mundo de la empresa, siendo escasas sus apariciones musicales.
Con todo, en 1983, participó junto con Xabier Lete en un homenaje realizado a Xabier Lizardi en Zarauz y Tolosa, que supuso un estímulo para seguir musicando poemas de Lizardi, y que dio como resultado la publicación de un disco muy especial titulado Urte giroak ene begian (Herri gogoa, 1986). Lizardi ha sido siempre, junto con Lete, uno de los poetas preferidos de Valverde. Esa predilección por este poeta le viene desde pequeño: Mi padre estudiaba euskera leyendo poemas de Lizardi, así que yo lo he conocido desde pequeño. Mi padre tenía un magnetofón donde grababa toda la obra de Lizardi. Recuerdo que en esas grabaciones o lecturas siempre utilizaba la misma música, la segunda sinfonía de Brahms. Siempre he tenido ese recuerdo grabado en mi mente, por eso siempre he tenido esa inclinación hacia Lizardi. Por ese lado, la realización de ese disco significa mucho para mí.
Pasaron once años hasta que Valverde publicó su siguiente disco, que fue una especie de recopilación de todos los poemas a los que había puesto música durante esos años, con textos de Orixe, Lizardi, Xabier Lete, Gabriel Celaya, Jon Mirande y William Shakespeare. En este disco, cuyo título no deja lugar a dudas: Larogeitamazazpi (Noventa y siete), Elkar, 1997), se incluye una canción escrita por el mismo Valverde, titulada Barberian, que, según el propio autor, se encuentra ahí a modo de rareza, al final del disco, medio escondida, pero es bastante mala. Al principio tenía otra letra de Xabier Lete, pero finalmente, en vez de poner la letra de Lete, puse la mía. No lo hice porque la letra de Lete me pareciera mala, desde luego, sino por crear una letra mía por una vez. Así que hecho está y no lo volveré a hacer.
En 2007 publicó un nuevo trabajo, Hamabi amodio kanta (Elkar, 2007), una selección de canciones que el músico francés Charles Bordes había reunido a mediados del siglo XIX en el País Vasco francés. Igual que en anteriores discos, Karlos Giménez se ocupó de los arreglos y de la dirección musical, además de acompañarlo en sus actuaciones en directo. 
Posteriormente ha publicado dos DVDs. Por una parte, en 2013, 3 Eleak (Lauaxeta, Lete, Lizardi), con Anjel Lertxundi, grabado en directo en la Sala Club del Teatro Victoria Eugenia de San Sebastián y publicado por Pamiela. Por otra, en 2020, Hitzak Hots, junto con Anjel Lertxundi y con Itxaro Borda, Jule Goikoetxea, Tere Irastortza, Miren Agur Meabe y Arantxa Urretabizkaia, también editado por Pamiela y grabado en directo en diciembre de 2019 en Chillida Leku.
En 2020 también publicó el disco Gaua. Ausentziaren itzala, con poemas de Harkaitz Cano, Xabier Lete, Juan Kruz Igerabide, Elisa Rueda, Imanol Irigoien, Salbatore Mitxelena, Lauaxeta, Bitoriano Gandiaga y uno popular.

## Discografía
- "Bertso zaharrak". 1974 (Con Xabier Lete y Julen Lekuona).
- "Antton Valverde". 1975
- "Txirritaren bertsoak". 1975 (Con X. Lete).
- "Lauaxeta". 1978.
- "Urte giroak ene begian". 1986.
- "Larogeita hamazazpi". 1997.
- "Hamabi amodio kanta". 2007.
- "3 Eleak". 2013 (DVD, con Anjel Lertxundi)
- "Hitzak hots". 2020 (DVD, con A. Lertxundi y con Itxaro Borda, Jule Goikoetxea, Tere Irastortza, Miren Agur Meabe y Arantxa Urretabizkaia)
- "Gaua. Ausentziaren itzala". 2020